# Rahel Bellinga
Rahel Bellinga (* 27. Februar 1969) ist eine Ausdauerathletin, Duathletin und Triathletin aus den Niederlanden.

## Werdegang
Im September 2014 wurde Rahel Bellinga Dritte bei der Triathlon-Staatsmeisterschaft auf der Langdistanz.
Im August 2017 wurde sie Achte beim Ironman Maastricht-Limburg und nur eine Woche später ging sie bei der Erstaustragung des Ironman Hamburg an den Start, beendete das Radfahren auf dem dritten und das Rennen auf dem zehnten Rang.
Bellinga lebt in Soest.

## Sportliche Erfolge
| Datum/Jahr    | Rang | Wettbewerb                                                   | Austragungsort | Zeit     | Bemerkung |
| ------------- | ---- | ------------------------------------------------------------ | -------------- | -------- | --- |
| 5. Sep. 2021  | 27   | Challenge Roth                                               | Roth           | 09:59:57 | verkürzte Raddistanz |
| 13. Aug. 2017 | 10   | Ironman Hamburg                                              | Hamburg        | 10:23:56 | Start bei der Erstaustragung |
| 6. Aug. 2017  | 8    | Ironman Maastricht-Limburg                                   | Maastricht     | 10:21:16 | |
| 31. Mai 2015  | 10   | NED Triathlon National Championships                         | Niederlande    | 02:17:01 | Triathlon-Staatsmeisterschaft |
| 13. Sep. 2014 | 7    | ETU Challenge Long Distance Triathlon European Championships | Almere         | 10:19:08 | Europameisterschaft auf der Langdistanz beim Challenge Almere-Amsterdam – Dritte bei der Staatsmeisterschaft hinter der Siegerin Heleen bij de Vaate |
| 19. Mai 2013  | 13   | ETU Middle Distance Triathlon European Championships         | Barcelona      | 05:07:36 | Europameisterschaft auf der Mitteldistanz im Rahmen des Half Challenge Barcelona                                                                     |
| 10. Sep. 2006 | 2    | Nibelungen-Triathlon                                         | Xanten         |          | |

| Datum/Jahr   | Rang | Wettbewerb                          | Austragungsort | Zeit     | Bemerkung                    |
| ------------ | ---- | ----------------------------------- | -------------- | -------- | ---------------------------- |
| 9. Okt. 2016 | 6    | NED Duathlon National Championships | Nissewaard     | 02:15:03 | Duathlon-Staatsmeisterschaft |

(DNF – Did Not Finish)